# 日吉坂
日吉坂（ひよしざか）は東京都港区白金二丁目と白金台一丁目の境界に存在する坂。桜田通りと目黒通りが合流する100mほど手前にある。目黒通りの一部であり、広い坂道で交通量は多い。目黒通りの拡張計画に伴って、車道及び歩道の拡張工事が行われている。

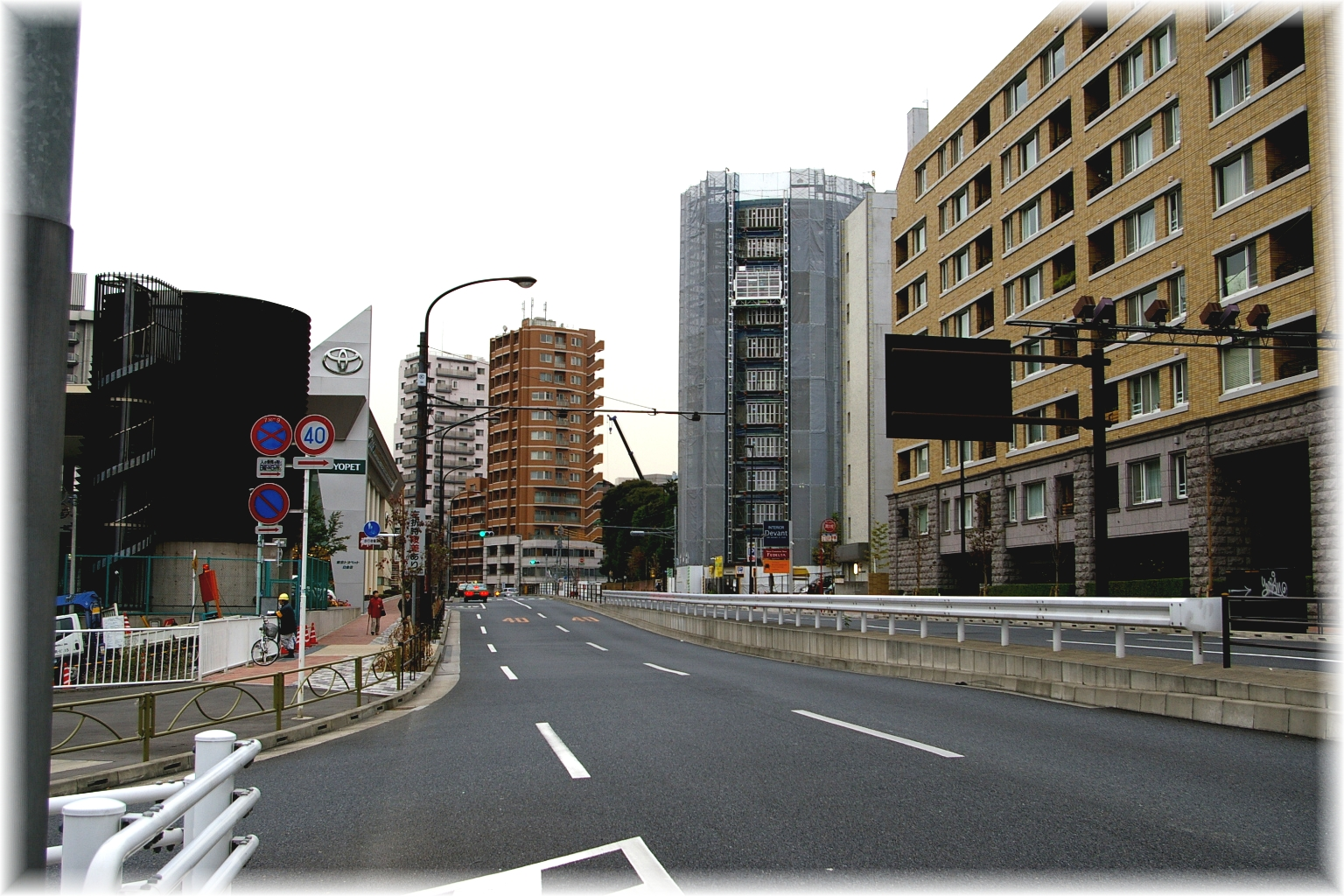
日吉坂（写真奥、撮影地点は日吉坂ではなく桜田通り）

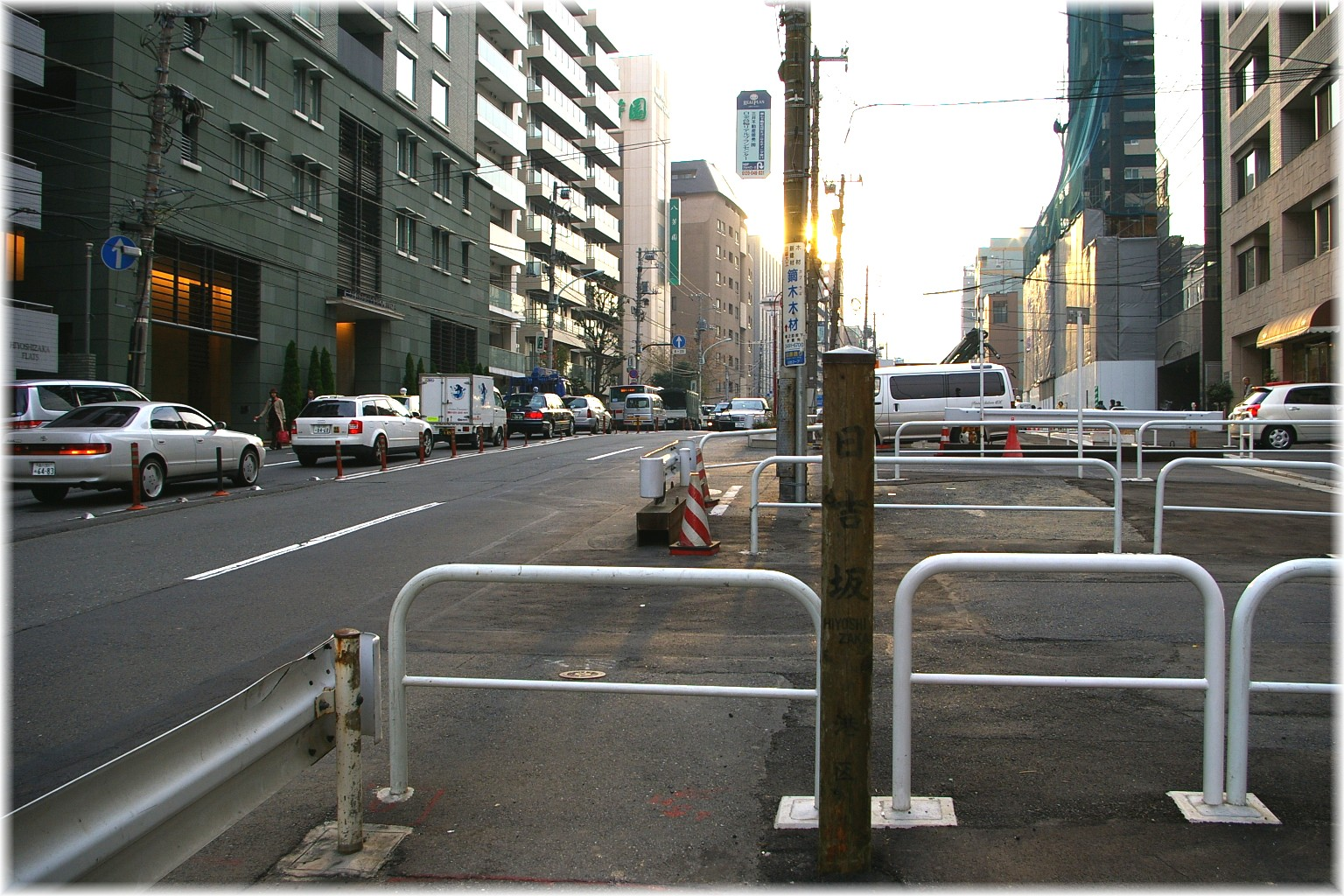
道標

この坂は、都営バス東98が通っている。かつては黒10（平成12年廃止）も通っていた。坂を下ると、そのまま国道上の名光坂に出る。また、坂下には、清正公があり、都営バスのバス停「清正公前」がある。坂を上ると、桑原坂上に出る。坂上には、白金台駅や、エリトリア大使館がある。なお、坂上の現在の都営バス停留所「白金台駅前」は、白金台駅が完成するまでは「日吉坂上」と呼ばれていた。

## 歴史
坂名の由来は、能役者日吉喜兵衛が付近に住んでいたため。

## 通りに面して存在する建物等
- 正源寺
- シェラトン都ホテル東京